# Melmoth ou l'Homme errant
Melmoth : l'Homme errant (Melmoth the Wanderer) est un roman gothique de Charles Robert Maturin publié en 1820 au Royaume-Uni de Grande-Bretagne et d'Irlande et traduit en français pour la première fois intégralement en 1965, après deux traductions partielles en 1821 et en 1867.

## Présentation
Ce roman met en scène des personnages de la famille Melmoth, en Irlande. Lors de la mort de son oncle, le jeune Melmoth apprend à connaître un de ses aïeuls au passé résolument trouble. La seule requête de l'oncle est de faire jurer à Melmoth de détruire le portrait de son ancêtre. Or, celui-ci est toujours vivant et peu à peu, le récit va éclairer son étrange et effrayante destinée.
Le passé est révélé par une série d'analepses mises en abyme dans la narration repère, selon le principe du récit dans le récit, l'auteur ayant recours pour les introduire à des artifices, tels que le paquet de lettres retrouvé dans un grenier. 
D'une grande complexité narrative, le roman se compose d'un premier récit encadrant cinq narrations emboîtées à la manière du Manuscrit trouvé à Saragosse de Jan Potocki, les dernières pages renouant avec le début du livre. Il mobilise l'arsenal classique du roman gothique : architectures inquiétantes, événements surnaturels, orages et tremblements de terre, usurpateurs et moines sadiques, parricides et foules meurtrières. Plusieurs scènes ont un impact terrifiant : délire d'un fou dans un incendie, mort de deux amants emmurés dans un souterrain, noces sépulcrales de Melmoth et Immalie. Et tout au long du roman revient le regard insoutenable et ce « rire qui ne dort jamais », le « rire terrible de Melmoth », selon l'expression de Baudelaire, qui avait le projet de traduire ce roman.

## Thèmes
Renouvelant le thème faustien du pacte démoniaque, le roman de Maturin, considéré généralement comme l'apogée du roman gothique, est plus qu'un simple récit fantastique. C'est une critique sociale de l'Angleterre du XIXe siècle, une mise en accusation de la vie monacale et de l'église catholique (à travers notamment une critique de l'Inquisition), comparée au protestantisme, dont l'auteur loue les vertus de réserve et de simplicité. C'est aussi une fable métaphysique sur la quête spirituelle de l'homme et ses insolubles contradictions.

## Critique
En France, le roman est notamment salué par Honoré de Balzac, qui s'en inspire pour une nouvelle intitulée Melmoth réconcilié (1835), et plus tard par André Breton, qui écrit une préface à sa réédition, dans laquelle il dresse le panorama des influences de ce roman sur le romantisme et la littérature populaire en France, et précise notamment : « il n'est pas douteux que Lautréamont a pourvu Maldoror de l'âme même de Melmoth. Il s'agit bien dans les deux cas, non point du démon lui-même, mais de l'agent du démon : l'“ennemi du genre humain” ».
Charles Baudelaire, insatisfait par la première traduction en français de Jean Cohen, qui selon lui collait trop à la phrase anglaise, et surtout ne donnait pas l'ouvrage entier, admirait particulièrement ce roman, qu'il projeta de traduire à la fin de sa vie, sans avoir le temps de réaliser son rêve. Hanté par le rire glacial de Melmoth, il le mentionne souvent dans ses œuvres comme l'emblème satanique par excellence : « Aussi comme il rit, comme il rit, se comparant sans cesse aux chenilles humaines, lui si fort, si intelligent, lui pour qui une partie des lois conditionnelles de l’humanité, physiques et intellectuelles, n’existent plus ! Et ce rire est l’explosion perpétuelle de sa colère et de sa souffrance. Il est, qu’on me comprenne bien, la résultante nécessaire de sa double nature contradictoire, qui est infiniment grande relativement à l’homme, infiniment vile et basse relativement au Vrai et au Juste absolus. Melmoth est une contradiction vivante. Il est sorti des conditions fondamentales de la vie ; ses organes ne supportent plus sa pensée. C’est pourquoi ce rire glace et tord les entrailles. C’est un rire qui ne dort jamais, comme une maladie qui va toujours son chemin et exécute un ordre providentiel. » Selon le poète, le pouvoir surhumain de Melmoth fait aussi son malheur, puisqu'il se trouve déclassé, situé entre les dernières limites de la vie humaine et les frontières de la vie supérieure, étant finalement « le Lucifer latent qui est installé dans tout cœur humain ».
Karl Edward Wagner classait ce roman parmi l'un des treize meilleurs récits d'horreur et de fantastique, et H. P. Lovecraft le cite comme « un bond en avant dans l'évolution du récit macabre ». 

## Traductions en français
- Traduction de Jean Cohen, éditée en 6 tomes chez G.C. Hubert, Palais-Royal, Paris, 1821 (disponible sur Gallica « Melmoth, ou l'Homme errant »). Cette traduction de Jean Cohen a notamment le défaut d'être incomplète, avec le retranchement d'importants passages : un bon quart de l'ouvrage, principalement dans le Récit de l'Espagnol et dans l'Histoire des Indiens[7]. C'est une des raisons pour lesquelles Charles Baudelaire rêva d'entreprendre une nouvelle traduction, projet qu'il ne put mener à bien. Une deuxième traduction partielle, par Maria del Fos en 1867, « a été censurée avec presque autant d'énergie que la traduction de 1821 », selon Jacqueline M.-Chadourne.
- La première traduction intégrale en français est due à Jacqueline M.-Chadourne et a été initialement éditée par Jean-Jacques Pauvert en 1965, avec une préface d'André Breton[8].